# Bain Crags
Bain Crags är en kulle i Antarktis. Den ligger i Östantarktis. Australien gör anspråk på området. Toppen på Bain Crags är 65 meter över havet.
Terrängen runt Bain Crags är mycket platt. Trakten är obefolkad. Det finns inga samhällen i närheten.